# Мачевање на Летњим олимпијским играма 2008.
Такмичење у мачевању је на Олимпијским играма 2008. одржано од 9. до 17. августа, у дворани Националног конгресног центра. Учествовало је 223 такмичара из 45 земаља.

## Земље учеснице
| - Алжир (2) - Аргентина (1) - Аустралија (2) - Аустрија (1) - Белорусија (3) - Бразил (2) - Буркина Фасо (1) - Венецуела (7) - Египат (10) - Естонија (1) - Израел {3} - Ирска {1} - Италија {16} - Јапан {7} - Јужна Африка {7} |  | - Јужна Кореја {10} - Канада {9} - Катар {1} - Кина {20} - Киргистан {1} - Куба {2} - Мађарска {15} - Мароко {3} - Мексико {1} - Немачка (9) - Норвешка (2) - Панама (1) - Перу (1) - Пољска (13) - Португал (2) |  | - Румунија (5) - Русија (14) - Сједињене Америчке Државе (13) - Сенегал (3) - Тајланд (2) - Тунис (2) - Уједињено Краљевство (3) - Украјина (10) - Француска (15) - Холандија (2) - Хонг Конг (3) - Чиле {1} - Швајцарска {2} - Шведска {1} - Шпанија {5} |

## Резултати

### Мушке дисциплине
| Дисциплина          | Злато                                            | Сребро                                                                       | Бронза                                                                  |
| мач детаљи          | Матео Таљариол Италија                           | Фабрис Жане Француска                                                        | Хосе Луис Абахо Шпанија                                                 |
| мач екипно детаљи   | Француска Фабрис Жане Жером Жане Улрих Робери    | Пољска Роберт Анджејук Томаш Мотика Адам Вјерћох Радослав Завротњак          | Италија Стефано Кароцо Дијего Конфалонијери Алфредо Рота Матео Таљариол |
| флорет детаљи       | Бенјамин Клајбринк Немачка                       | Јуки Ота Јапан                                                               | Салваторе Санцо Италија                                                 |
| сабља детаљи        | Џунг Ман Кина                                    | Николас Лопез Француска                                                      | Михај Ковалију Румунија                                                 |
| сабља екипно детаљи | Француска Жилијен Пије Борис Сансон Никола Лопез | Сједињене Америчке Државе Тим Морхаус Џејсон Роџерс Кит Смарт Џејмс Вилијамс | Италија Алдо Монтано Луиђи Тарантино Ђампијеро Пасторе Дијего Окијуци   |

### Женске дисциплине
| Дисциплина          | Злато                                                                             | Сребро                                                            | Бронза                                                                               |
| мач детаљи          | Брита Хајдеман · Немачка                                                          | Ана Марија Бранза · Румунија                                      | Илдико Минца-Небалд · Мађарска                                                       |
| флорет детаљи       | Валентина Вецали · Италија                                                        | Нам Хјун-Хи · Јужна Кореја                                        | Маргерита Гранбаси · Италија                                                         |
| мач екипно детаљи   | Русија · Светлана Бојко · Аида Чанајева · Викторија Никичина · Јевгенија Ламонова | Сједињене Америчке Државе · Емили Крос · Хана Томсон · Ерин Смарт | Италија · Валентина Вецали · Ђована Трилини · Маргерита Гранбаси · Иларија Салватори |
| сабља детаљи        | Маријел Загунис · Сједињене Америчке Државе                                       | Сејда Џејкобсен · Сједињене Америчке Државе                       | Бека Ворд · Сједињене Америчке Државе                                                |
| сабља екипно детаљи | Украјина · Олга Жовнир · Олга Харлан · Галина Пундик · Олена Хомрова              | Кина · Бао Јингјинг · Хуан Хаијанг · Ни Хунг · Тан Сјуе           | Сједињене Америчке Државе · Сејда Џејкобсен · Бека Ворд · Маријел Загунис            |

## Биланс медаља
| Ранг   | Држава                    | Злато | Сребро | Бронза | Укупно |
| 1      | Француска                 | 2     | 2      | 0      | 4      |
| 2      | Италија                   | 2     | 0      | 5      | 7      |
| 3      | Немачка                   | 2     | 0      | 0      | 2      |
| 4      | Сједињене Америчке Државе | 1     | 3      | 2      | 6      |
| 5      | Кина                      | 1     | 1      | 0      | 2      |
| 6      | Украјина                  | 1     | 0      | 0      | 1      |
| 6      | Русија                    | 1     | 0      | 0      | 1      |
| 8      | Румунија                  | 0     | 1      | 1      | 2      |
| 9      | Јапан                     | 0     | 1      | 0      | 1      |
| 9      | Јужна Кореја              | 0     | 1      | 0      | 1      |
| 9      | Пољска                    | 0     | 1      | 0      | 1      |
| 12     | Шпанија                   | 0     | 0      | 1      | 1      |
| 12     | Мађарска                  | 0     | 0      | 1      | 1      |
| Укупно | Укупно                    | 10    | 10     | 10     | 30     |